# POPSO
POPSO est le nom courant de l'acide 3,3'-(1,4-pipérazinediyl)bis(2-hydroxy-1-propanesulfonique), un diacide sulfonique utilisé comme tampon. C'est un composé faisant partie des tampons de Good, décrit et nommé en 1980. Son pKa de 7,8 à 25 °C présente un certain intérêt pour des applications en biochimie, c'est d'ailleurs avec cet usage en tête qu'il a été synthétisé. 